# Tri-nations maghrébin
Le Tri-nations maghrébin est une compétition internationale de rugby à XV créée en 2016 et organisée conjointement par la Fédération algérienne de rugby et Rugby Afrique. L'Algérie, le Maroc et la Tunisie sont les trois équipes qui s'affrontent pour le titre.

## Historique
Avec l'accord de World Rugby, la première édition du Tri-nations se déroule du 16 au 25 décembre 2016 à Oran, en Algérie. Cette nouvelle compétition est organisée par Fédération algérienne de rugby et Rugby Afrique, au stade Ahmed-Zabana d'Oran.
Au terme des deux premières rencontres, le Maroc est sacré champion de cette première édition avec deux victoires contre l'Algérie et la Tunisie.

## Palmarès
Ce tableau récapitule le classement final des équipes par édition.
| Année | Lieu  | Vainqueur      | Deuxième       | Troisième      |
| ----- | ----- | -------------- | -------------- | -------------- |
| 2016  | Oran  | Maroc          | Tunisie        | Algérie        |
| 2017  | Oujda | Maroc          | Algérie        | Tunisie        |
| 2018  | Tunis | Tournoi annulé | Tournoi annulé | Tournoi annulé |